# Moorsiedlung
Moorsiedlung  gehört zur Bauerschaft Hölter und ist ein Ortsteil von Ladbergen im Tecklenburger Land. 

## Lage
Moorsiedlung ist eine Ortschaft im Moor des Kattmanns Kamp. Sie hat 89 Einwohner (Stand 2012).

## Geschichte
Nach dem Ersten Weltkrieg, in den Jahren von 1920 bis 1925, wurde das Moor im Kattmanns Kamp durch einen Moorpflug, der von einer Dampfmaschine gezogen wurde, tiefgepflügt, um siedlungswillige Kötter anzulocken. Jeder erhielt ca. fünf Hektar Fläche, um einige Kühe halten zu können. Im Jahre 1924 begann die Besiedlung des Moores. Insgesamt bestand die Neusiedlung aus 13 Häusern. Trotz der eigenen, nicht gerade beneidenswerten wirtschaftlichen Lage entschlossen sich die Siedler zum Bau einer „Moorschule“, zu der sie auch die Ziegelsteine spendeten. Am 10. August 1929 wurde das Gebäude, das in Eigenarbeit entstanden war, eingeweiht. Der erste Lehrer war Gustav Kollmann aus Holzwickede. 1952 wurde die einklassige Moorschule durch den Anbau einer Dienstwohnung erweitert und durch Lehrer Volpert im Folgejahr bezogen. Später wurden Nebenräume und Toiletten angebaut. Am 9. September 1967 wurde die Schule geschlossen. Im Bereich Moorsiedlung besteht seit dem 5. November 1992 eine Außenbereichssatzung, die weitere Neuansiedlungen ermöglicht. In der Siedlung gibt es nur ein Lebensmittelgeschäft, das gleichzeitig eine Gaststätte ist, die sogenannte „Moorschänke“.